# Тетрис
„Тетрис“ (на руски: Те́трис, произнася се ˈtɛtrʲɪs) е компютърна игра, създадена на 6 юни 1984 г. в Москва от Алексей Пажитнов и Дмитрий Павловски. Двамата автори са компютърни инженери от Компютърния център към Руската академия на науките.
Алексей и Дмитрий се интересували от създаването и продажбата на напредничавите през това време компютърни игри. Те тествали няколко вида игри. Алексей бил привържаник на гръцките игри пъзели пентамино, които се играели с части с 5 страни. Той бързо разбрал, че идеята на пентаминото (12 различни 5-сегментни части) е прекалено сложна за изпълнение за видео игра. Алексей избрал седем тетрамино парчета, всяко направено от 4 части. Той заимствал идеята от руската настолна игра „Пентамино“, в която целта била да се подреждат различни фигури от по пет квадратчета. Пажинов опростил фигурите, като намалил броя на квадратчетата на четири. Оттам идва и името на играта – „Тетрис“ – от гръцката дума за числото 4 – „тетра“.
През 1985 – 1986 г. Алексей Пажитнов програмира първата версия на „Тетрис“ под съветските микрокалкулатори „Електроника-60“.
През 1986 г. Вадим Герасимов, 16-годишен ученик, имплементира „Тетрис“ под операционната система MS-DOS. След като е пренаписана за IBM PC от шестнадесетгодишния ученик Вадим Герасимов, играта бързо се разпространява по „пиратски“ на дискети в Москва и лека-полека из целия тогавашен соцлагер.
През 1986 г. тя стига до Лондон и оттам до Съединените щати, където става истински бестселър, а през 1989 излиза и във версия за GameBoy на Nintendo.
В наши дни „Тетрис“ съществува в десетки хиляди платени и безплатни варианти на всякакви компютри, в интернет, та чак до мобилните телефони. И до днес играта с падащите цветни фигурки е все още така измамно проста и лесна, пристрастяваща и нестихващо популярна.